# Ophiacantha setosa
Ophiacantha setosa är en ormstjärneart som först beskrevs av Anders Jahan Retzius 1805.  Ophiacantha setosa ingår i släktet Ophiacantha och familjen knotterormstjärnor. Inga underarter finns listade i Catalogue of Life.